# Magdalena Siwiec
Magdalena Paulina Siwiec – polska historyczka literatury, profesor nauk humanistycznych i kierownik Katedry Komparatystyki Literackiej Wydziału Polonistyki Uniwersytetu Jagiellońskiego.

## Życiorys
W 1996 ukończyła studia z zakresu filologii polskiej na Uniwersytecie Jagiellońskim. Studiowała także na uniwersytecie Stendhala w Grenoble. 15 października 2001 obroniła na UJ pracę doktorską Mit o Orfeuszu w twórczości Juliusza Słowackiego i Gerarda de Nerval w kontekście epoki (promotorka – Maria Korytowska), 16 stycznia 2013 habilitowała się na podstawie pracy zatytułowanej Romantyczne koncepcje poezji. Poeta i Muza – relacja w stanie kryzysu (Alfred de Musset i Juliusz Słowacki). W 2022 roku otrzymała tytuł naukowy profesora nauk humanistycznych (literaturoznawstwo). 
Jest kierownikiem Katedry Komparatystyki Literackiej Wydziału Polonistyki Uniwersytetu Jagiellońskiego.
Jej zainteresowania naukowe obejmują: romantyzm a nowoczesność, zagadnienia podmiotowości (po)romantycznej, XIX-wieczne koncepcje poezji w ujęciu komparatystycznym, romantyzm polski a romantyzm europejski, polsko-francuskie związki literackie, krytyka wewnątrzepokowa, przekształcenia mitów w kulturze, poetyka oniryczna; twórczość Nervala, Słowackiego, Musseta, Norwida, Baudelaire’a, Mickiewicza, Hugo.
Książka Siwiec Romantyzm, czyli inter esse otrzymała nagrodę „Literatury na Świecie”.

## Publikacje książkowe
- Sen w twórczości Juliusza Słowackiego i Gérarda de Nerval, wyd. Universitas, Kraków 1998, s. 132, ISBN 83-7052-863-5.
- Orfeusz romantyków. Mit o Orfeuszu w twórczości Juliusza Słowackiego i Gérarda de Nerval w kontekście epoki, wyd. Universitas, Kraków 2002, s. 357, ISBN 83-7052-519-9.
- Romantyzm i zatrzymany czas, Wydawnictwo Uniwersytetu Jagiellońskiego, seria: „Komparatystyka polska: tradycja i współczesność”, Kraków 2009, s. 274, ISBN 978-83-233-2835-3.
- Romantyczne koncepcje poezji. Poeta i Muza – relacja w stanie kryzysu (Alfred de Musset i Juliusz Słowacki), Wydawnictwo Uniwersytetu Jagiellońskiego, seria: „Komparatystyka polska: tradycja i współczesność”, Kraków 2012, s. 320, ISBN 978-83-233-3330-2.
- Romantyzm, czyli inter esse, Wydawnictwo Instytutu Badań Literackich PAN, seria: „Studia romantyczne”, Warszawa 2017, s. 343, ISBN 978-83-65573-59-9.
- Sytuacja Norwida – sytuacja Baudelaire'a. Paralele nowoczesności, wyd. Universitas, seria: "Horyzonty nowoczesności", Kraków 2021, s. 524+12 il., ISBN 978-83-242-3729-6.